# Mikulášovice
Mikulášovice (niem. Nixdorf) − miasto w Czechach, w kraju ujskim.
Według danych z 31 grudnia 2003 powierzchnia miasta wynosiła 2 585 ha, a liczba jego mieszkańców 2 192 osób (1.1.2014).

## Demografia
| Rok             | 1970  | 1980  | 1991  | 2001  | 2011  |
| --------------- | ----- | ----- | ----- | ----- | ----- |
| Liczba ludności | 2 631 | 2 747 | 2 546 | 2 397 | 2 250 |

Źródło: Czeski Urząd Statystyczny